# Scalp Level
Scalp Level es un borough ubicado en el condado de Cambria en el estado estadounidense de Pensilvania. En el año 2000 tenía una población de 851 habitantes y una densidad poblacional de 528 personas por km².

## Geografía
Scalp Level se encuentra ubicado en las coordenadas 40°28′12″N 78°35′31″O / 40.47000, -78.59194.

## Demografía
Según la Oficina del Censo en 2000 los ingresos medios por hogar en la localidad eran de $25,956 y los ingresos medios por familia eran $30,515. Los hombres tenían unos ingresos medios de $26,354 frente a los $17,216 para las mujeres. La renta per cápita para la localidad era de $12,108. Alrededor del 12.9% de la población estaba por debajo del umbral de pobreza.